# 桜木町 (各務原市)
桜木町（さくらぎちょう）は、岐阜県各務原市の地名。現行行政町名は桜木町一丁目から桜木町五丁目。

## 地理
各務原市の東部の鵜沼地区に位置する。町域の北部と東部は鵜沼宝積寺町、北部と西部は鵜沼山崎町に接する。町域の南部は木曽川があり愛知県との県境である。木曽川を挟んで愛知県犬山市に接する。町内の北部には東西に高山本線が通過する。
区画整理事業（鵜沼駅東部第二土地区画整理事業）により整備された町であり、殆どが住宅地であるが、各務原市の重点風景地区「木曽川河畔上流地区」に指定された地域のため、良好な景観を形成するため建築行為に制限がかけられている。

## 歴史
元々は都築紡績鵜沼工場の跡である。都築紡績鵜沼工場は1956年（昭和31年）に操業を開始し、1995年（平成7年）頃に閉鎖された。建物などはそのまま放置されていた。2003年（平成15年）に都築紡績倒産すると廃墟となっていたが、区画整理事業（鵜沼駅東部第二土地区画整理事業）により整備され、2014年（平成26年）6月に鵜沼宝積寺町、鵜沼山崎町などの一部をもって設置された。

## 世帯数と人口
2024年（令和6年）10月1日現在の世帯数と人口は以下の通りである。
| 丁目         | 世帯数  | 人口    |
| ------------ | ------- | ------- |
| 桜木町一丁目 | 72世帯  | 258人   |
| 桜木町二丁目 | 71世帯  | 240人   |
| 桜木町三丁目 | 83世帯  | 289人   |
| 桜木町四丁目 | 83世帯  | 305人   |
| 桜木町五丁目 | 28世帯  | 94人    |
| 計           | 337世帯 | 1,186人 |

## 小・中学校の学区
市立小・中学校に通う場合、学区は以下の通りとなる。
| 番・番地等 | 小学校                   | 中学校               |
| ---------- | ------------------------ | -------------------- |
| 全域       | 各務原市立鵜沼第三小学校 | 各務原市立緑陽中学校 |

## 交通
町内に駅、バス停は無い。最寄りの駅は東海旅客鉄道鵜沼駅、名古屋鉄道新鵜沼駅。最寄りのバス停は各務原市ふれあいバス「鵜沼山崎町」「宝積寺」。